# Victor Janvier
Victor Prosper François Janvier , né le 1er mai 1851 dans l’ancien 8e arrondissement de Paris et mort le 12 avril 1911 dans le 14e arrondissement, est un sculpteur et médailleur français.

## Biographie
Victor Janvier naît le 1er mai 1851, au no 5 marché Sainte-Catherine, dans l’ancien 8e arrondissement de Paris aujourd'hui 4e arrondissement de Paris, du mariage de Victor Alexandre Janvier, graveur sur métaux, et de Mélanie Marguerite Pons. 
Il est sociétaire de la Société des artistes français depuis 1893 et figura au Salon des artistes français, où il obtient une mention honorable en 1892.
Il meurt le 12 avril 1911 dans le 14e arrondissement de Paris.

## Distinctions
Victor Janvier est nommé chevalier de l'ordre national de la Légion d'honneur par décret du 10 juillet 1901.

## Œuvres
- La France, Compagnie d'assurance contre l'incendie à Paris, Ordonnance royale 27 février 1837, médaille en argent.
- A Danton la ville de Paris, après 1891, médaille biface en bronze, fonte[2].

## Galerie

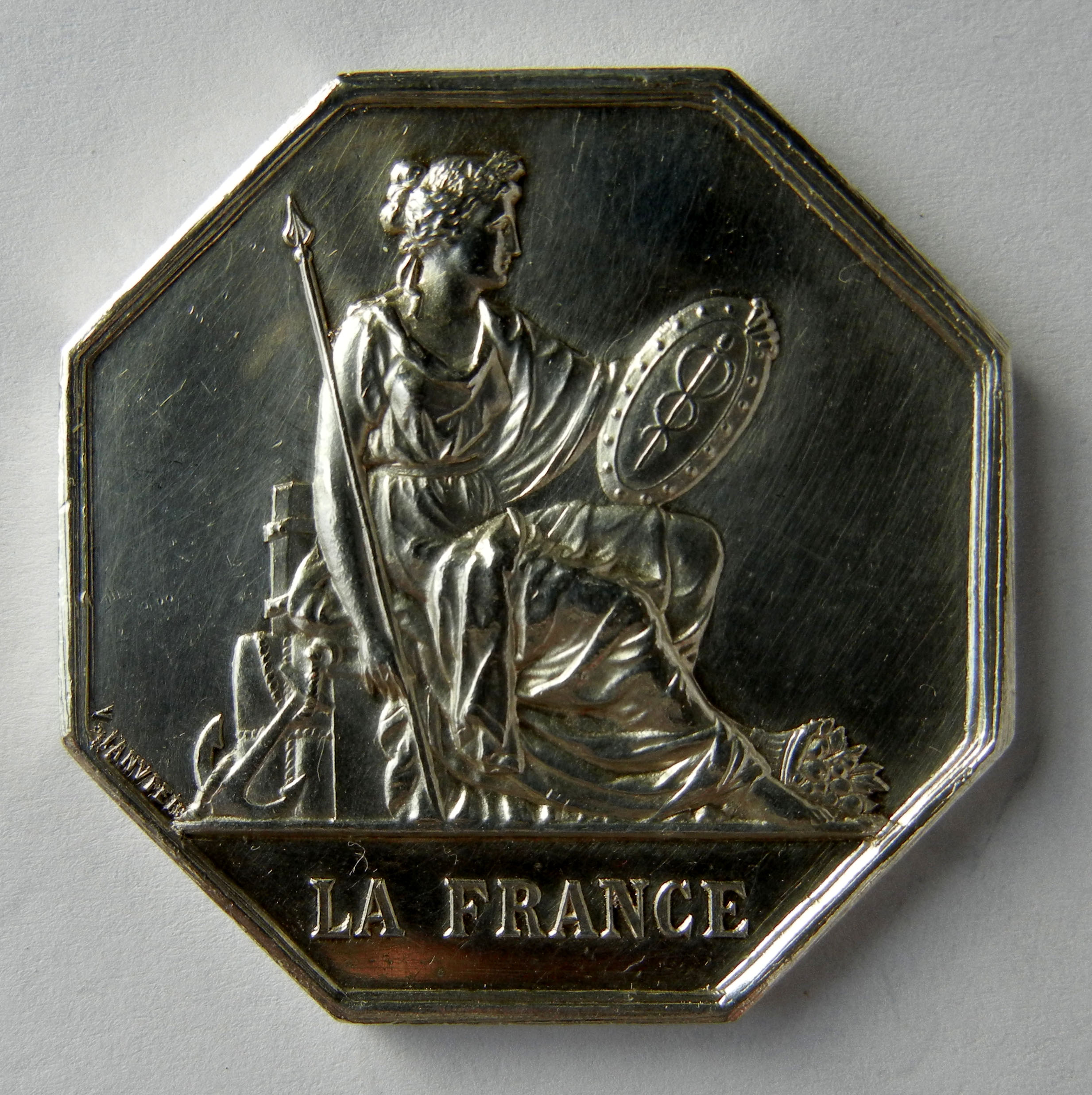
La France, Compagnie d'assurance contre l'incendie à Paris (1837), avers.
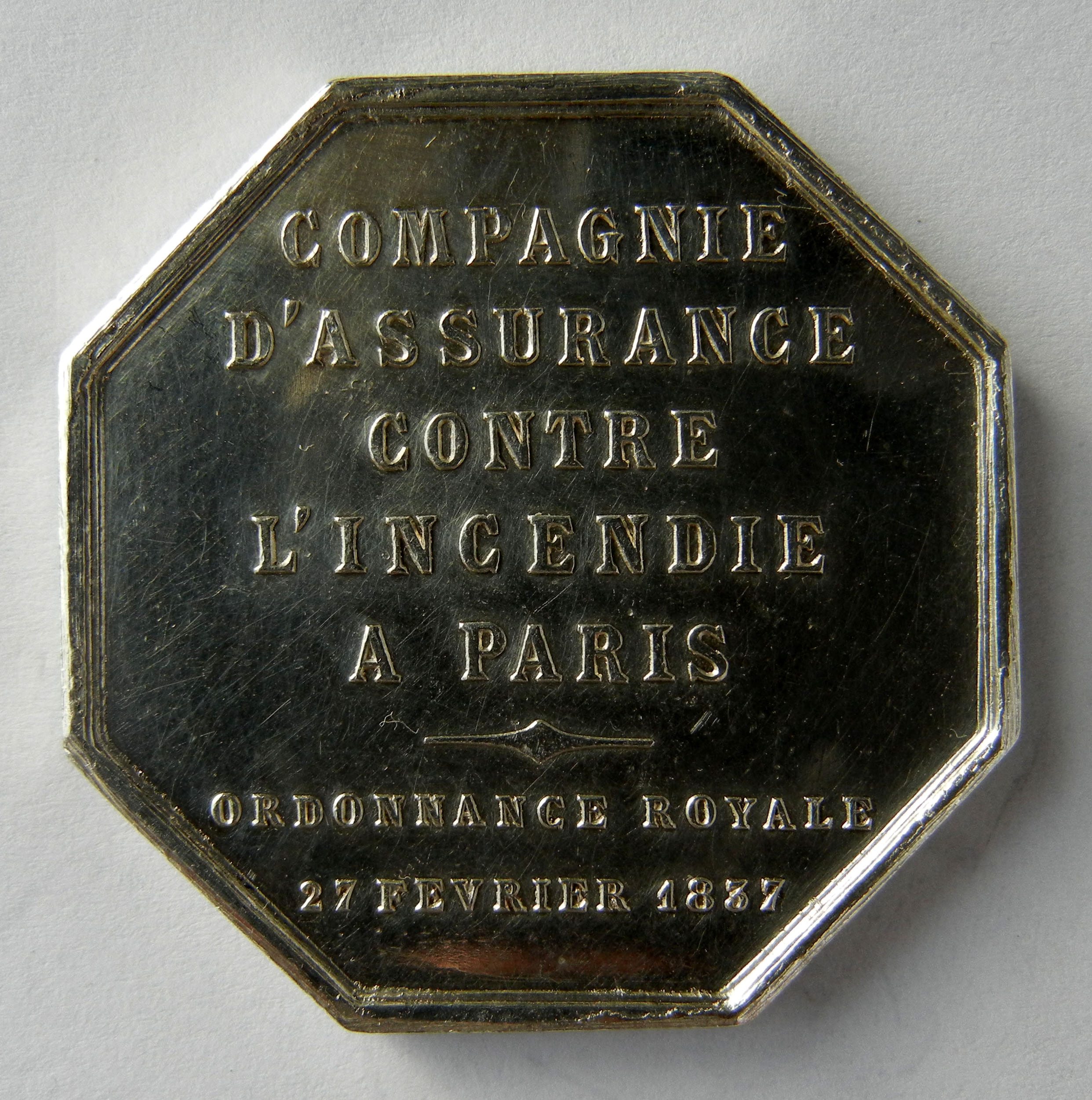
La France, Compagnie d'assurance contre l'incendie à Paris (1837), revers.